# George Emil Palade
George Emil Palade (19. listopad 1912 Jasy, Rumunsko – 8. říjen 2008 Del Mar, Kalifornie) byl rumunsko-americký cytolog (buněčný biolog). Roku 1974, jako první Rumun v historii, získal Nobelovu cenu za fyziologii nebo lékařství, společně s Albertem Claudem a Christianem de Duve, a to „za jejich objevy v oblasti strukturální a funkční organizaci buňky“. Profesor buněčné biologie na Rockefeller University (1956-73), na Yale University (1973-1983) a na University of California v San Diegu (1990-2000). Günter Blobel ho označil za "největšího cytologa všech dob".

## Život
Narodil se roku 1912 ve městě Jasy, čtvrtém největším městě Rumunska a hlavním městě Moldavské župy. Jeho otec, Emil Palade, byl profesorem filozofie, matka, Constanta Cantemir-Paladeová, byla učitelkou. „Toto rodinné prostředí vysvětluje, proč jsem již v raném věku získal velký respekt ke knihám, učencům a vzdělání,“ napsal Palade ve svém životopise pro Nobelův výbor. Vystudoval lyceum v Buzau a navzdory přání otce, aby stejně jako on studoval filozofii, zvolil obor lékařství a roku 1930 nastoupil ke studiu na lékařské fakultě Bukurešťské univerzity. Jeho doktorská práce byla z oblasti mikroskopické anatomie, na téma Nefron (základní stavební jednotka ledvin) u delfína obecného. Absolvoval v roce 1940 a po krátké epizodě praxe ve vnitřním lékařství se vrátil k vědecké kariéře.
Během druhé světové války sloužil v lékařském sboru rumunské armády. Po válce, roku 1946, odešel studovat do Spojených států. Pracoval několik měsíců v biologické laboratoři Roberta Chamberse na Newyorské univerzitě. A právě zde potkal belgického vědce Alberta Clauda, který zde vedl seminář o elektronové mikroskopii. „Byl jsem fascinován perspektivami jeho výzkumu a byl jsem velmi šťastný, když po krátké diskuzi po jeho semináři mě Claude požádal, abych nastoupil k němu do Rockefeller Institute for Medical Research na podzim téhož roku,“ napsal později Palade o klíčovém setkání svého života.
V Rockefellerově institutu (z něhož se později stala Rockefellerova univerzita) pracoval nejprve s Georgem Hogeboomem a Walterem Schneiderem na postupech dělení buněk a vyvinul s nimi "sacharózovou metodu" homogenizace a dělení jaterní tkáně. Po Hogeboomově a Schneiderově odchodu z institutu (a také Claudově návratu do Belgie) se rozhodl navázat na Claudův výzkum v oblasti elektronové miskroskopie, která začala pronikat do takových struktur živé hmoty, o jakých se badatelům minulosti ani nesnilo. „Bylo to období intenzivní aktivity a velkého vzrušení, neboť se nám díky elektronovému mikroskopu odkrývala nová vrstva biologické struktury. Nečekaně bohatá a překvapivě jednotná pro prakticky všechny eukaryotické buňky,“ napsal o této etapě. Dosáhl v ní značných úspěchů, když definoval jemnou strukturu mitochondrií, popsal část částic z cytoplazmy (později ribozomů), studoval ergastoplazmu i jemnou strukturu chemických synapsí. Jeho laboratoř získala takovou proslulost, že začala fungovat jako výcvikové středisko pro biologickou elektronovou mikroskopii.
Roku 1952 se stal občanem USA.
V polovině 50. let se rozhodl spojit svůj nový zájem – elektronovou mikroskopii – s tím starým, problémem dělení buněk. Bezprostředním cílem bylo sledovat elektronovým mikroskopem buněčné dělení. Následným cílem pak bylo použít dělení jako prostředek k definování chemického složení a funkce nově objevených subcelulárních komponent. Při té příležitosti, společně s Philipem Siekevitzem, dokázali, že Claudem definované „mikrosomy“ byly fragmenty ergastoplazmy (jak Claude předpokládal již roku 1948). A také, že ribozomy byly ribonukleoproteinovými částicemi. Aby se dozvěděli více o funkci ergastoplazmy a ribozomů, začali morfologickou a biochemickou analýzu sekrece slinivky břišní u morčete. Výzkum se přitom rozštěpil na dvě linie. První se soustředila na dělení. Vedla k definici proenzymu (někdy nazývaného též zymogen) a k objevu segregace sekrečních produktů v cisternách endoplazmatického retikula. Druhá linie výzkumu se spoléhala především na autoradiografii. Odtud vzešly závěry o syntéze a intracelulárním zpracování bílkovin pro export. Krom těchto dvou základních linií se též okrajově věnoval endotelovým buňkám krevních kapilár a přinesl některé průlomové objevy, na něž navázali jiní badatelé.
V polovině 60. let začal výzkum membránové biogeneze v eukaryotických buňkách za použití jednak ergastoplazmy savčích hepatocytů, jednak thylakoidních membrán zelených řas (Chlamydomonas reinhardtii). Tyto studie ukázaly, že "nová" membrána se vyrábí expanzí "staré", již existující membrány, a že nové molekuly jsou asynchronně vkládány a náhodně rozdělovány do expandující membrány.
Roku 1973 opustil Rockefeller University a nastoupil na Yale University Medical School. „Hlavním důvodem přestupu bylo moje přesvědčení, že přišel čas na interakci mezi novými disciplínami buněčné biologie a tradičními oblastmi zájmu lékařských fakult, jako jsou patologie či klinická medicína“. Na Yalu působil do roku 1983. Závěr své vědecké a akademické kariéry pak spojil s Kalifornskou univerzitou v San Diegu, kde se stal i děkanem pro studijní záležitosti. Roku 2001 odešel do důchodu.
Nikdy neztratil kontakt s Rumunskem a rumunskou vědou, zejména s Institutem buněčné biologie a patologie N. Simionesca, který posléze vedla jeho dlouholetá spolupracovnice Maya Simionescuová.

## Ocenění
Od roku 1961 byl členem Národní akademie věd USA (National Academy of Sciences). Roku 1966 obdržel Lasker Award, roku 1967 Gairdner Special Award, roku 1970 Hurwitz Prize (s Albertem Claudem a Keithem Porterem) a roku 1974 konečně nejprestižnější ocenění ve svém oboru, Nobelovu cenu. Získal též E. B. Wilson Medal (1981) a National Medal of Science (1986).
Roku 2006 rumunská veřejnoprávní stanice Televiziunea Română uspořádala televizní soutěž 100 největších Rumunů, v originále Mari români (dle licencovaného modelu BBC 100 největších Britů), v níž měli hlasující hledat největší osobnosti rumunských dějin. Palade obsadil 48. místo.

## Osobní život
Byl dvakrát ženatý. Jeho první ženou byla Irina Malaxa. Po její smrti se roku 1970 podruhé oženil, s Marilyn Gist Farquharovou, rovněž cytoložkou. Měl dvě děti, syna Philipa Paladeho z prvního manželství a dceru Georgii Palade Van Duzenovou z druhého.